# Interflora
Interflora es una marca comercial que representa una red de floristerías internacional. Se dedica al servicio de envío de flores a domicilio. 
El concepto original nace en 1908 en Alemania. Consiste en que el comprador elija un ramo en una floristería asociada a Interflora, por teléfono o vía Internet. Su pedido está transmitido al florista más cercano del lugar de entrega. El propio florista confecciona el ramo y realiza su entrega. 
El emblema de Interflora viene del dios Mercurio de la antigua mitología romana, mensajero celeste del comercio y de los viajeros. Aparece con un ramo de flores en la mano, símbolo del servicio de envío de flores en todo el mundo. 
Interflora cuenta con una red de 45 000 floristerías a nivel internacional en más de 150 países. Entregan aproximadamente 30 millones de ramos al año en el mundo.
En España, la red está compuesta de aproximadamente 1700 floristerías que entregan en todo el territorio nacional.

## Historia
En 1910, aparece la primera organización bajo el nombre de Florist's Telegraph Delivery Asociation (F.T.D.).
En Europa, la historia empieza en Alemania a principios del siglo XX.  El florista berlinés Max Hübner (1866-1946) importa flores de la Riviera para expedirlas en la Rusia de los Tsares. Pero las flores siendo frágiles, decide establecer relaciones comerciales con sus homólogos floristas implantados en el lugar de entrega.
De ahí, aparece Fleurop en 1908, la primera asociación de floristas en Europa, compuesta de 98 floristas. 
De forma paralela, los floristas británicos fundan en el año 1924 su propia asociación, la Bristish Unit, para poder enviar flores entre los países de su ámbito de influencia. 
Es en el año 1946 que los tres grandes grupos formados a principios de siglo se unen bajo el nombre común de Fleurop-Interflora. Más de 1 siglo después, 'Fleurop-Interflora agrupa cerca de 45 000 miembros en más de 150 países. 
En España, se constituye oficialmente la Asociación Interflora España en el año 1951.

## Mejor Artesano Florista
Interflora es la empresa que otorga cada año el título de Mejor Artesano Florista (MAF) en España.
En septiembre de 2015, Interflora organiza por primera vez el evento anual del Mejor Artesano Florista con el propósito de poner en valor la profesión de florista y el sector floral en España. 
Este evento tiene el formato de competición, abierta al público. Durante 4 días, los concursantes floristas se enfrentan a la realización de trabajos florales fijados por la organización.
Al final de la competición, se reconoce el título del Mejor Artesano Florista del año.
Esta iniciativa cuenta con el apoyo de Escuelas y Centros de Formación, Mayoristas, Productores, Centros de Jardinería, Importadores y empresas varias.